# Stanisław Prauss

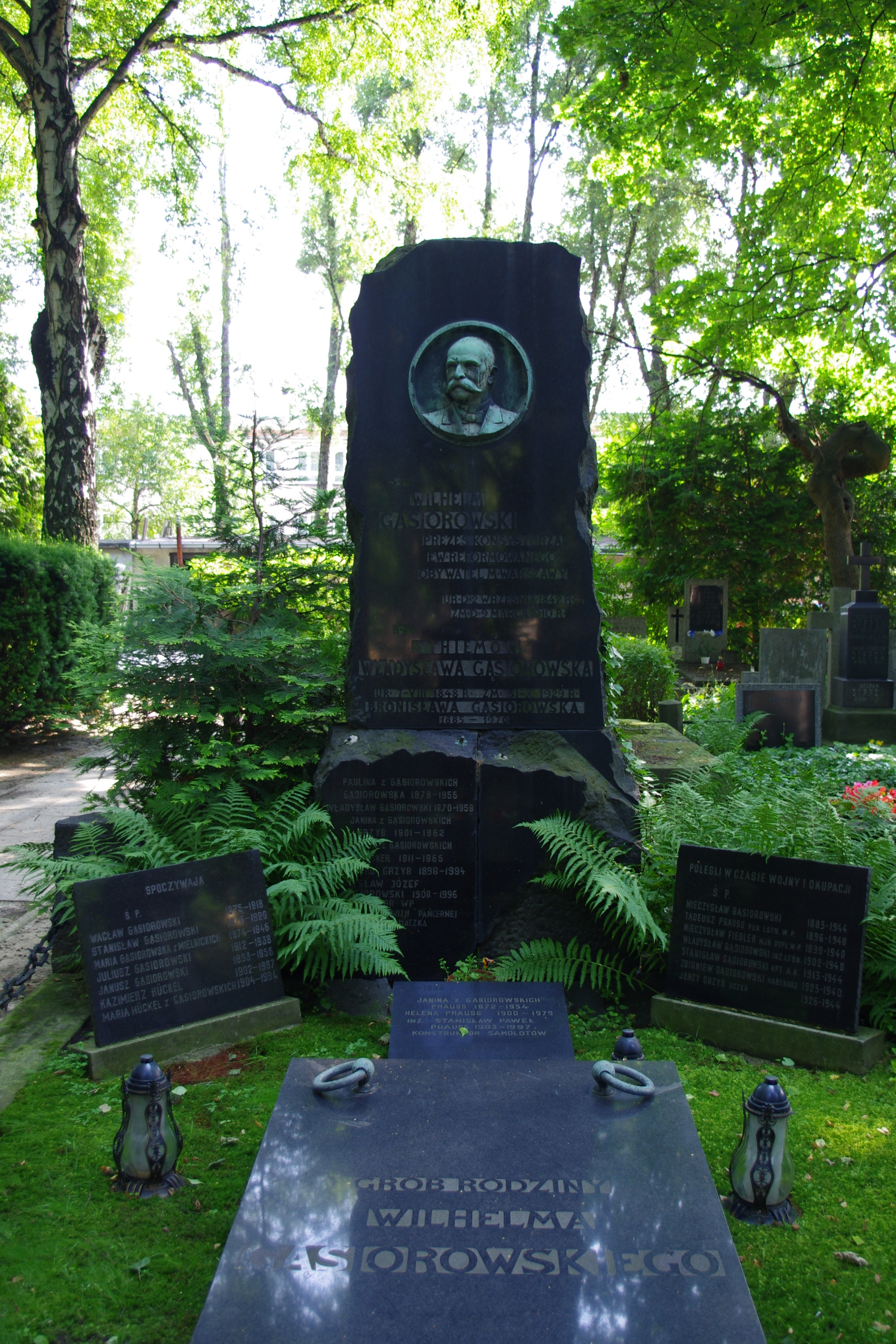
Grobowiec rodzinny Gąsiorowskich i Praussów na cmentarzu reformowanym przy ul. Żytniej w Warszawie, miejsce pochówku między innymi Wilhelma Gąsiorowskiego – prezesa Konsystorza Kościoła Ewangelicko-Reformowanego w RP oraz konstruktora lotniczego Stanisława Praussa, a także symbolicznego upamiętnienia między innymi pomordowanych w ramach zbrodni katyńskiej: podpułkownika Tadeusza Praussa, majora Mieczysława Fiedlera i inż. leśnika Władysława Gąsiorowskiego

Stanisław Paweł Prauss (ur. 28 listopada 1903 w Warszawie, zm. 12 listopada 1997 w Londynie), polski konstruktor lotniczy. Był pilotem turystycznym, pełnił wiele funkcji w Aeroklubie Warszawskim. Był rodzonym bratem Tadeusza Praussa, pułkownika, Dowódcy Lotnictwa Armii Modlin, ofiary zbrodni katyńskiej (zamordowany w 1940 roku w Charkowie).

## Życiorys
Syn Tadeusza i Janiny Pauliny Stefanii z Gąsiorowskich, w rodzinie ewangelicko-reformowanej (jego dziadek był prezesem konsystorza ewangelicko-reformowanego). W 1909 roku rodzina przeprowadziła się z Zakopanego do Krakowa aby dzieci mogły podjąć naukę w tamtejszych szkołach. Stanisław początkowo był uczony w domu, w 1913 roku rozpoczął naukę w czwartej klasie szkoły powszechnej. W 1914 roku rozpoczął naukę w krakowskiej II Wyższej Szkole Realnej. Po zakończeniu I wojny światowej rodzina Praussów w połowie 1919 roku przeprowadziła się do Warszawy, Stanisław pozostał w Krakowie do czerwca 1921 roku, kiedy to zdał celująco egzamin maturalny.
W 1921 roku rozpoczął studia na Wydziale Matematycznym Uniwersytetu Warszawskiego. W 1922 roku przeniósł się na Wydział Elektryczny Politechniki Warszawskiej, a w 1923 r. na Wydział Mechaniczny.
Studia na Politechnice Warszawskiej skończył w 1928 roku. Jeszcze na studiach rozpoczął projektowanie swojego samolotu (PS-1), to w ramach członkostwa w Sekcji Lotniczej Koła Mechaników Studentów Politechniki Warszawskiej. Po uzyskaniu dyplomu związał się zawodowo z wytwórnią lotniczą PZL, gdzie jako szef zespołu pracował do wybuchu wojny. Miał dwa prywatne samoloty PZL.5.
W trakcie pracy w PZL brał udział w pracach konstrukcyjnych nad samolotami:
- PZL.4 (razem z Zygmuntem Brunerem)
- PZL.13 (koncepcja)
- PZL.16 (prototyp)
- PZL.23 Karaś
- PZL.46 Sum
- PZL Łosoś (koncepcja).

Po wybuchu II wojny światowej został ewakuowany z personelem wytwórni. Przez Rumunię, Jugosławię i Francję z końcem października 1939 roku przedostał się do Wielkiej Brytanii. W styczniu 1940 roku znalazł zatrudnienie w zakładach Westland Aircraft, gdzie rozpoczął pracę (początkowo jako kreślarz, później jako inżynier). Pracował przy samolotach Westland Lysander, Westland Whirlwind oraz Westland Welkin. W grudniu 1942 roku uczestniczył w Kongresie Lotnictwa w Londynie zorganizowanym przez Komisję Lotniczą Stowarzyszenia Techników Polskich w Wielkiej Brytanii.
W maju 1943 roku przeniósł się do Londynu i rozpoczął pracę w Referacie Przemysłowym Wydziału Studiów Technicznych Inspektoratu Lotnictwa, gdzie zajmował się przygotowaniem materiałów na przyszłą konferencję pokojową w sprawie strat polskiego przemysłu lotniczego oraz planu odbudowy i rozbudowy przemysłu lotniczego po wojnie. Po zakończeniu działań wojennych nie zdecydował się na powrót do komunistycznej Polski, pozostał na emigracji w Wielkiej Brytanii. We wrześniu 1946 roku rozpoczął pracę w zakładach de Havilland (przekształconych w 1963 r. w Hawker Siddeley), gdzie pracował przy konstrukcji odrzutowych samolotów myśliwskich DH Venom i Sea Vixen oraz pasażerskich DH Comet, HS Trident i A-300. 27 listopada 1970 roku przeszedł na emeryturę.
Został pochowany w Warszawie, na cmentarzu ewangelickim przy ul. Żytniej, w grobie rodzinnym Gąsiorowskich i Praussów (kwatera P-1-1).